# Гена Църнушанова
Евгения (Гена) Велева, по съпруг Църнушанова, е българска просветна деятелка, общественичка и революционерка, деятелка на Македонската младежка тайна революционна организация (ММТРО), подразделение на ВМРО и една от основателките на Тайната културно-просветна организация на македонските българки (ТКПОМБ).

## Биография
Гена Велева е родена в 1902 година в Скопие, тогава в Османската империя. Учи в София, където завършва Педагогическия отдел на Втора девическа гимназия. След това се връща в родния си град и се включва в ТКПОМБ. След Скопския студенски процес, организацията остава неразкрита, но Велева е издадена на властите и арестувана, като е разследвана от Жика Лазич. По време на разследването брат ѝ Панче Велев умира от нанесени физически травми. Гена Велева успява да избяга във Виена, където публикува апел до световното обществено мнение от името на македонските българки, описвайки всичките им страдания. Сръбските власти искат екстрадирането на Велева, но Австрия отказва и ѝ забранява да провежда политическа дейност. Гена Велева се омъжва за Коста Църнушанов и заедно с него се мести в България в 1934 година. Тя се посвещава на работата на Църнушанов и семейството им до края на живота си. Умира в 1979 година.

## Памет
На Гена Велева е наречена улица в квартал „Димитър Миленков“ в София (Карта).